# Alexia Barrier
Alexia Barrier, née le 26 novembre 1979 à Paris, est une navigatrice et skippeuse professionnelle.
Passionnée de voile depuis le plus jeune âge, elle encadre des stagiaires en école de voile dès ses 15 ans. Aujourd'hui skippeuse professionnelle, Alexia Barrier boucle en 2020 son premier Vendée Globe, un tour du monde à la voile en solitaire et sans assistance.

## Biographie
Née à Paris, Alexia Barrier grandit dans la ville de Nice, dès l'âge de 3 ans, où elle découvre la voile à bord du bateau de plaisance de ses parents. Passionnée de sport, elle s'essaye au basket-ball et à l'apnée avant de se mettre plus sérieusement à la voile.
Après avoir obtenu son baccalauréat, Alexia Barrier suit des études de management du sport (STAPS) à la faculté de Nice.
À 25 ans, elle débute la course au large. Elle enchaîne les transatlantiques et les courses de plus en plus importantes : Transat AG2R avec Samantha Davies en 2006, Route de l’Équateur avec Florence Arthaud en 2007, Maxi Transatlantic en 2011, Route du Rhum en 2018. Elle témoigne : « En une décennie, j’ai ainsi parcouru plus de 200 000 milles nautiques et traversé l’océan Atlantique à 15 reprises dont 5 fois en solitaire. »
Le 8 novembre 2020, après plusieurs années d’entraînement et de recherche de sponsors, Alexia Barrier se lance dans le Vendée Globe 2020-2021. Elle finit le Vendée Globe 2020-2021 en 24e position à bord du voilier Le Pingouin qu’elle a racheté en 2018 à Romain Attanasio.
Elle annonce en 2022 préparer un Trophée Jules-Verne avec un équipage entièrement féminin. Leur départ est prévu pour l'hiver 2025.

## Son association 4MyPlanet
Préoccupée par l'état des océans, Alexia Barrier a fondé en 2010 l'association 4MyPlanet dont l'objectif est de sensibiliser à la protection des océans et de la nature. Le slogan de l'association est « In Ocean we trust In Earth we believe » (que l'on pourrait traduire par « Nous avons confiance dans l'Océan, nous croyons dans la planète Terre »).
La navigatrice utilise son bateau, renommé 4MyPlanet, comme ambassadeur de l'association. Il permet à la fois de sensibiliser les enfants aux questions environnementales, mais aussi de récolter des données scientifiques pour l'étude des océans.

## Son bateau actuel:TSE - 4MyPlanet

### Acquisition du bateau
En 2018, Alexia Barrier a fait l'acquisition d'un IMOCA datant de 1998. Conçu par Marc Lombart et piloté par Catherine Chabaud lors de l'édition du Vendée Globe 2000-2001, ce monocoque baptisé initialement Le Pingouin a déjà réalisé 7 tours du monde, dont 6 Vendée Globe.
En 2020, en vue de sa participation au Vendée Globe 2020-2021, Alexia Barrier a dû faire de nombreux travaux, comme le changement de la quille ou le rachat de voiles neuves,.

### Caractéristiques techniques
| Année construction            | 1997     |
| 1re mise à l'eau              | 1998     |
| Longueur                      | 18,28 m  |
| Largeur                       | 5,30 m   |
| Tirant d'eau                  | 4,50 m   |
| Poids                         | 9 tonnes |
| Hauteur mât                   | 29 m     |
| Surface voile max. au près    | 260 m2   |
| Surface voile max. au portant | 580 m2   |

## Palmarès
- 2006

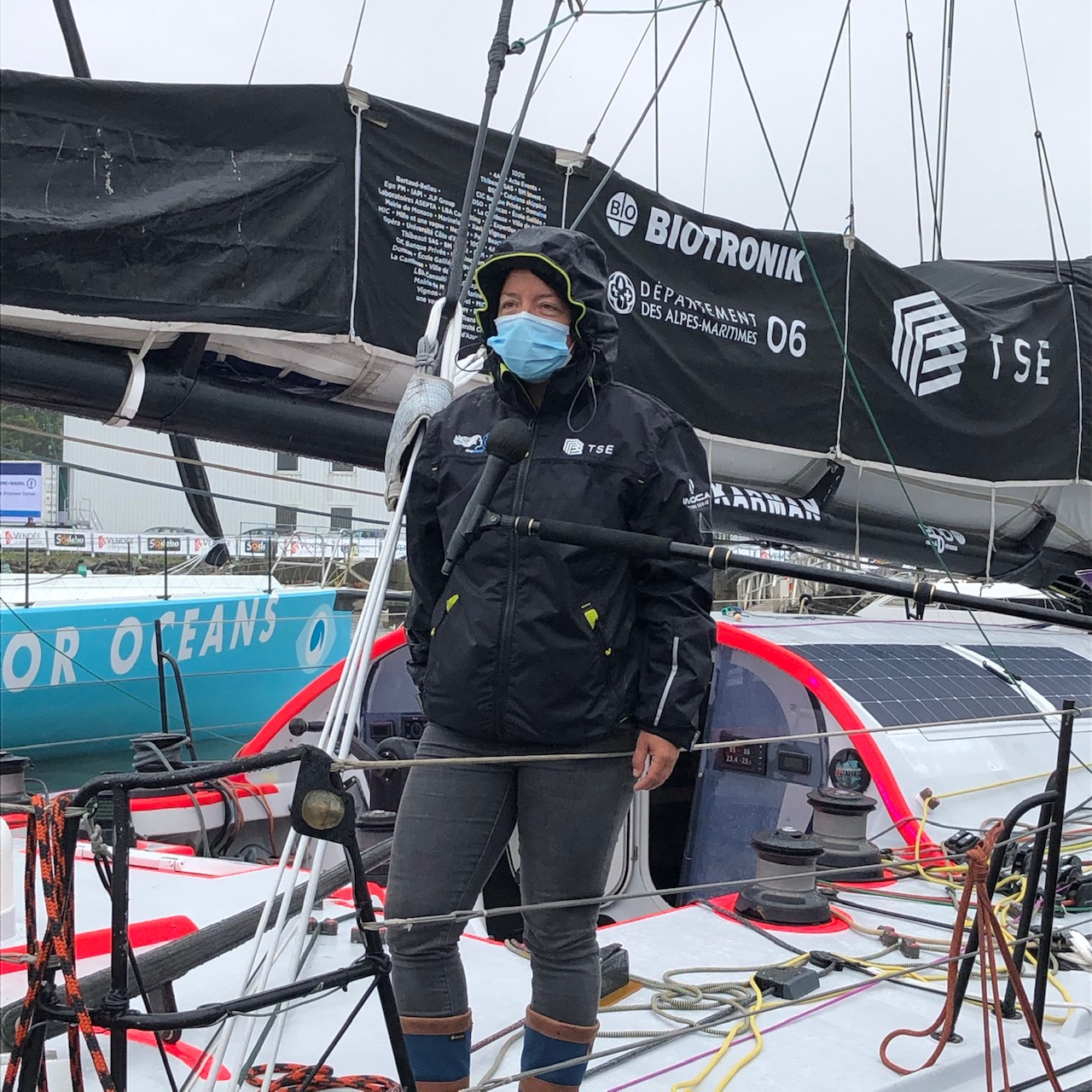
Alexia Barrier en interview au village départ du Vendée Globe 2020-2021.

  - 12e de la Transat AG2R en binôme avec Samantha Davies

- 2007
  - 2e de la Route de l'Équateur Florence Arthaud sur Deep Blue avec Florence Arthaud et Luc Poupon[15]

- 2011
  - 1re de la Maxi Transatlantic, une course en équipe

- 2014
  - 3e de la Transat AG2R sur 30 Corsaires en binôme avec Laurent Pellecuer

- 2017
  - Tour de France à la voile

- 2018
  - 15e Route du Rhum en classe IMOCA sur 4Myplanet[16]
  - 1er de l'Antigua Sailing Week une course en équipe[17]
  - 1re de la St Barth Bucket, une course en équipe

- 2019
  - 14e de la Bermudes 1000 Race
  - 25e de la Transat Jacques Vabre en classe IMOCA sur 4Myplanet en binôme avec Joan Mulloy[18]

- 2021
  - 24e du Vendée Globe 2020